# Ruth Strasser
Ruth H. Strasser (* 1. Dezember 1952 in Gomadingen) ist eine deutsche Medizinerin mit dem Spezialgebiet Innere Medizin, Kardiologie, internistische Intensivmedizin, Angiologie und kardiovaskuläre Bildgebung. Von 1999 bis 2017 war sie Professorin an der Medizinischen Fakultät der Technischen Universität Dresden und Klinik-Direktorin am Herzzentrum Dresden, von 2019 bis 2021 Direktorin des Zentrums Innere Medizin beim Klinikum Hochrhein.

## Leben
Nach ihrem Abitur 1972 in Schwetzingen begann Strasser im selben Jahr ein Medizin- und Chemiestudium an der Ruprecht-Karls-Universität Heidelberg, das sie im Jahr 1979 mit dem Staatsexamen abschloss. Parallel zu ihrem Studium forschte sie an der Abteilung für Experimentelle Pathologie und Zellbiologie am Deutschen Krebsforschungszentrum in Heidelberg. Nach Abschluss ihres Studiums war Ruth Strasser wissenschaftliche Assistentin der Abteilung für Kardiologie (Medizinische Fakultät) der Universität Heidelberg und promovierte 1979 mit der Dissertation „Untersuchungen über spezifische Einflüsse des Serums und Leberzytoplasmas auf die DNA-Synthese isolierter Leberzellkerne“.
Zwischen 1982 und 1984 war die Ärztin im Rahmen eines Ausbildungsstipendiums der Deutschen Forschungsgemeinschaft am Department of Cardiology and Biochemistry der Duke University tätig und war im Folgenden bis 1986 dort als Senior Research Associate beschäftigt. Nach ihrer Rückkehr an die Medizinische Klinik der Universität Heidelberg im Jahr 1986 erwarb Strasser 1988 ihren Facharzt für Innere Medizin sowie 1990 für Kardiologie und internistische Intensivmedizin. Nach ihrer Habilitation 1989 zum Thema „Adenylatzyklase-gekoppelte β-adrenerge Rezeptoren: Strukturelle Eigenschaften und Mechanismen der Sensibilisierung und Desensibilisierung“ wurde sie Oberärztin der Medizinischen Klinik des Universitätsklinikums Heidelberg. Nach der Erteilung der Hermann-und-Lilly-Schilling-Stiftungsprofessur an der Universität Heidelberg (November 1991), der Ernennung zur geschäftsführenden Oberärztin (1996) sowie einer Chefvertretung der Abteilung für Kardiologie, Angiologie und Pulmologie (Medizinische Klinik Heidelberg) erlangte Strasser die Zusatzbezeichnung „Spezielle internistische Intensivmedizin“ und wurde am 14. März 1996 zur außerplanmäßigen Professorin ernannt.
Nachdem sie im Januar 1998 zur Leitenden Oberärztin in Heidelberg ernannt worden war, folgte die Medizinerin 1999 dem Ruf auf eine C4-Professur an die Medizinische Fakultät der Technischen Universität Dresden. Diesen Posten trat Ruth Strasser, ebenso wie den Posten als Direktorin der Klinik für Innere Medizin und Kardiologie am Herzzentrum Dresden Universitätsklinik an der Technischen Universität Dresden, am 1. Dezember 1999 an, welche sie beide bis zum 31. März 2017 innehatte. Von 2002 bis 2017 war Strasser zusätzlich Ärztliche Direktorin für Kardiologie des Dresdner Herzzentrums. Im Jahr 2007 erlangte sie die Facharztanerkennung für Kardiovaskuläres MRT sowie 2008 für Angiologie, im Jahr 2012 erwarb sie die Anerkennung kardiovaskuläres MRT Level III der europäischen Fachgesellschaft für Kardiologie und im Jahre 2016 die Anerkennung  kardiovaskuläres CT level III ebenfalls der ESC. Sie qualifizierte sich für spezielle interventionelle Kardiologie und spezielle Rhythmologie Implantate der Deutschen Gesellschaft für Kardiologie. Ab 2017 hatte sie eine Forschungsprofessur an der TU Dresden inne. Von 2019 bis 2021 war sie Direktorin des Zentrums Innere Medizin am Klinikum Hochrhein.
Seit 2000 ist sie wissenschaftliche Leiterin der Dresdner Herz-Kreislauftage, eine Veranstaltung des Förderkreises Dresdner Herz-Kreislauftage, deren 1. Vorsitzende sie ist, und seit 2015 sitzt die Medizinerin im Auswahlausschuss der Alexander von Humboldtstiftung zur Vergabe der Alexander-von-Humboldt-Professur.

## Mitgliedschaften (Auswahl)
- seit 1982: Mitglied der American Federation for Clincla Research
- seit 1986: Mitglied des American College of Cardiology
- Mitglied der Arbeitsgruppen für Molekulare Kardiologie und Herzinsuffizienz der Europäischen Gesellschaft für Kardiologie
- Board member am Zentrum für Regenerative Therapien Dresden
- seit 2001: Fellow of the European Society of Cardiology
- seit 2003: Fellow des American College of Cardiology

## Auszeichnungen
- 1986: Louis N. Katz Basic Science Award for Young Inverstigators (1. Platz) der American Heart Association
- 1990: Rudolph-Thauer-Preis der Frühjahrstagung der Deutschen Gesellschaft für Herz- und Kreislaufforschung
- 1992: Arthur-Weber-Preis der Deutschen Gesellschaft für Herz- und Kreislaufforschung (für Arbeiten auf dem Gebiet der Ischämie)
- 1992: Theodor-Frerichs-Preis der Deutschen Gesellschaft für Innere Medizin
- 1993: Sandoz-Forschungspreis
- 1996: Rudolph-Thauer-Preis der Deutschen Gesellschaft für Herz- und Kreislaufforschung
- 2002: Fritz-Acker-Preis der Deutschen Gesellschaft für Herz- und Kreislaufforschung
- 2010: Dresden Congress Award (Sonderpreis der Jury)
- 2011: Sana-Wissenschaftspreis